# Estación Manucho
Manucho era una estación ferroviaria ubicada en las áreas rurales del Departamento La Capital, Provincia de Santa Fe, Argentina.

## Servicios
Fue inaugurada en 1912 por el Ferrocarril Central Norte Argentino. En 1948, tras la nacionalización de los ferrocarriles, se la transfirió al Ramal A Ferrocarril General Belgrano (Laguna Paiva-Catamarca). No presta servicios de pasajeros ni de cargas desde 1977. Sus vías e instalaciones están a cargo de la empresa estatal Trenes Argentinos Infraestructura.